# شرکت برق منطقه‌ای اصفهان
شرکت سهامی برق منطقه ای اصفهان یا شرکت برق استان اصفهان در سال ۱۳۴۴ تأسیس شده؛ با تصویب شدن لایحه استقلال شرکت‌های توزیع در سال ۱۳۸۴، شرکت‌ توزیع نیروی برق استان اصفهان در سال ۱۳۸۶ از زیرمجموعه برق منطقه‌ای اصفهان خارج شد و زیر نظر شرکت توانیر به فعالیتهای خود ادامه داد. سندیکای صنعت برق استان اصفهان نیز در این استان تشکیل شد
در استان اصفهان تقریباً ۲۳ هزار مشترک دیماندی demand (مشترکین صنعتی یا کشاورزی که از ۳۰ کیلووات به بالا مصرف دارند) وجود دارد استخراج رمزارز بدون مجوز غیرقانونی است در سال ۹۸ میزان جریمه ماینرها در سطح استان اصفهان دو میلیارد و ۲۴ میلیون تومان بوده‌است. سعید محسنی مدیر عامل شرکت برق منطقه‌ای اصفهان از اسفند ماه سال ۱۴۰۱ تا کنون است.

## دپارتمانها و شرکتهای وابسته
- مدیر امور دیسپاچینگ و فوریت‌های برق
- مدیر دفتر حراست و امور محرمانه
- شرکت توزیع برق شهرستان اصفهان